# Copitarsia dissociata
Copitarsia dissociata är en fjärilsart som beskrevs av Staudinger sensu Köhler 1945. Copitarsia dissociata ingår i släktet Copitarsia och familjen nattflyn. Inga underarter finns listade i Catalogue of Life.